# Кузнецов, Сергей Иванович (футболист, 1974)
Серге́й Иванович Кузнецо́в (рум. Serghei Cuznețov; 20 августа 1974, Бендеры, Молдавская ССР, СССР — 17 июля 2021) — молдавский футболист, защитник.

## Карьера
Сезон 1992/93 провёл в бендерской «Тигине», в 30 матчах забил 1 гол. В сезоне 1993/94 выступал за «Тилигул», сыграл 36 встреч и стал вице-чемпионом Молдавии. С 1995 по 1996 год снова играл за «Тигину», в 29 матчах забил 2 мяча. Сезон 1996/97 начал в «Тилигуле», провёл 2 встречи, после чего вернулся в Бендеры, где команда уже называлась «Динамо», за которое затем выступал до 1998 года, проведя за это время 25 матчей.
В 1999 году защищал цвета «Кубани», сыграл 28 встреч. Сезон 2000/01 провёл в кишинёвском «Конструкторуле», принял участие в 7 матчах команды. С 2001 по 2003 год выступал за кишинёвский «Агро», сыграл 56 встреч.
С 2004 по 2007 год снова защищал цвета «Тилигула», сменившего за это время название на «Тилигул-Тирас», в его составе в 107 матчах забил 5 голов. С 2008 по 2009 год выступал за казахстанский «Окжетпес», провёл за два сезона 47 встреч и забил 2 мяча.
В 2010 году играл за клуб «Академия УТМ», принял участие в 31 матче чемпионата и забил 1 гол, и ещё провёл 4 встречи в Кубке Молдавии. В 2011 году перешёл в «Зимбру», с которым заключил контракт на 1,5 года.

## Достижения
- Обладатель Кубка Молдавии: 2014
- Обладатель Суперкубка Молдавии: 2014
- Вице-чемпион Молдавии: 1993/94